# PGC 1000714
PGC 1000714 (o 2MASX J1123164-0840067) è una galassia peculiare situata prospetticamente nella costellazione del Cratere alla distanza di 355 milioni di anni luce dalla Terra.
Ha una morfologia di una galassia di tipo Hoag cioè una galassia ad anello costituita da una nucleo centrale di tipo ellittico circondata da due anelli di stelle ben distanziati e concentrici e che non sono connessi da ponti di materia. Gli spazi creatisi tra le varie strutture sono quindi relativamente vuoti o contengono ammassi aperti di stelle, comunque non visibili data la grande distanza. L'anello più esterno è costituito da giovani stelle di colore blu.
È un tipo di galassia estremamente raro che ammonta a circa lo 0,1% di tutte le galassie. Sono ancora ignoti i meccanismi con i quali si formano queste galassie, ma si ipotizza che questa tipologia sia il risultato di interazioni con un'altra galassia avvenute negli ultimi 2-3 miliardi di anni.

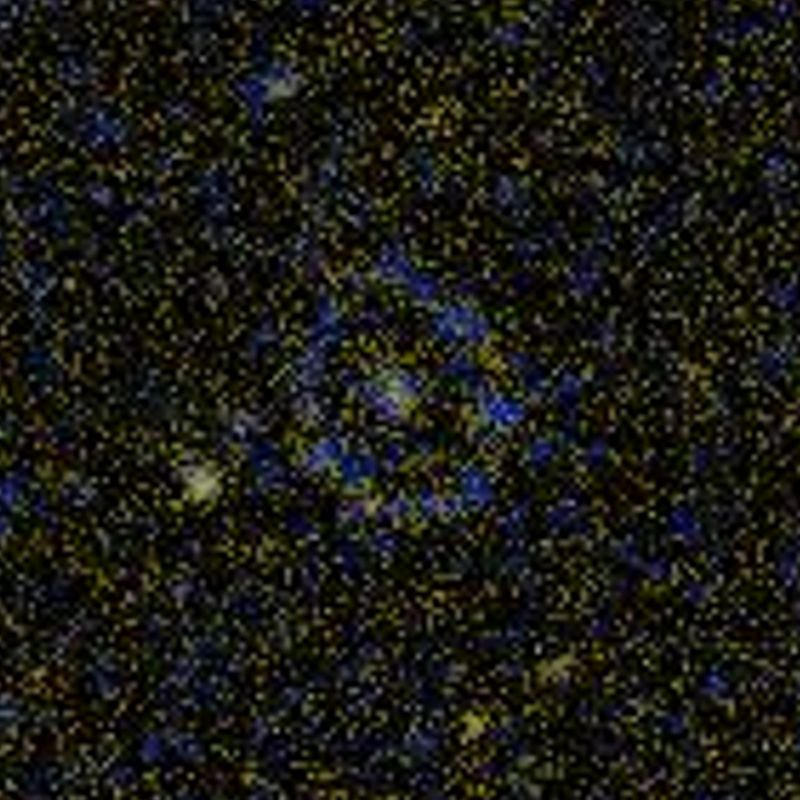
PGC 1000714 nella banda dell'ultravioletto (GALEX)